# عبدالرحمن فخرو
عبدالرحمن فخرو (انگلیسی: Abdurahman Fakhro؛ زادهٔ ۱۹ سپتامبر ۱۹۹۲) یک ورزشکار است.